# Fjellværsøya
Fjellværsøya est une île habitée de la commune de Hitra , en mer de Norvège dans le comté de Trøndelag en Norvège.

## Description
L'île de 26,7 km2 est reliée au village d'Ansnes sur l'île de Hitra par le pont de Krabbsundet, et au village de Knarrlagsund sur l'île d'Ulvøya par le pont de Knarrlagsund. Les îles Kråkvåg (dans la municipalité voisine d'Ørland) sont à l'est.
Les principales industries de l'île sont l'agriculture, la pêche et la transformation du poisson. La Nordbotn Church (en) est située dans le village de Nordbotn.

## Galerie

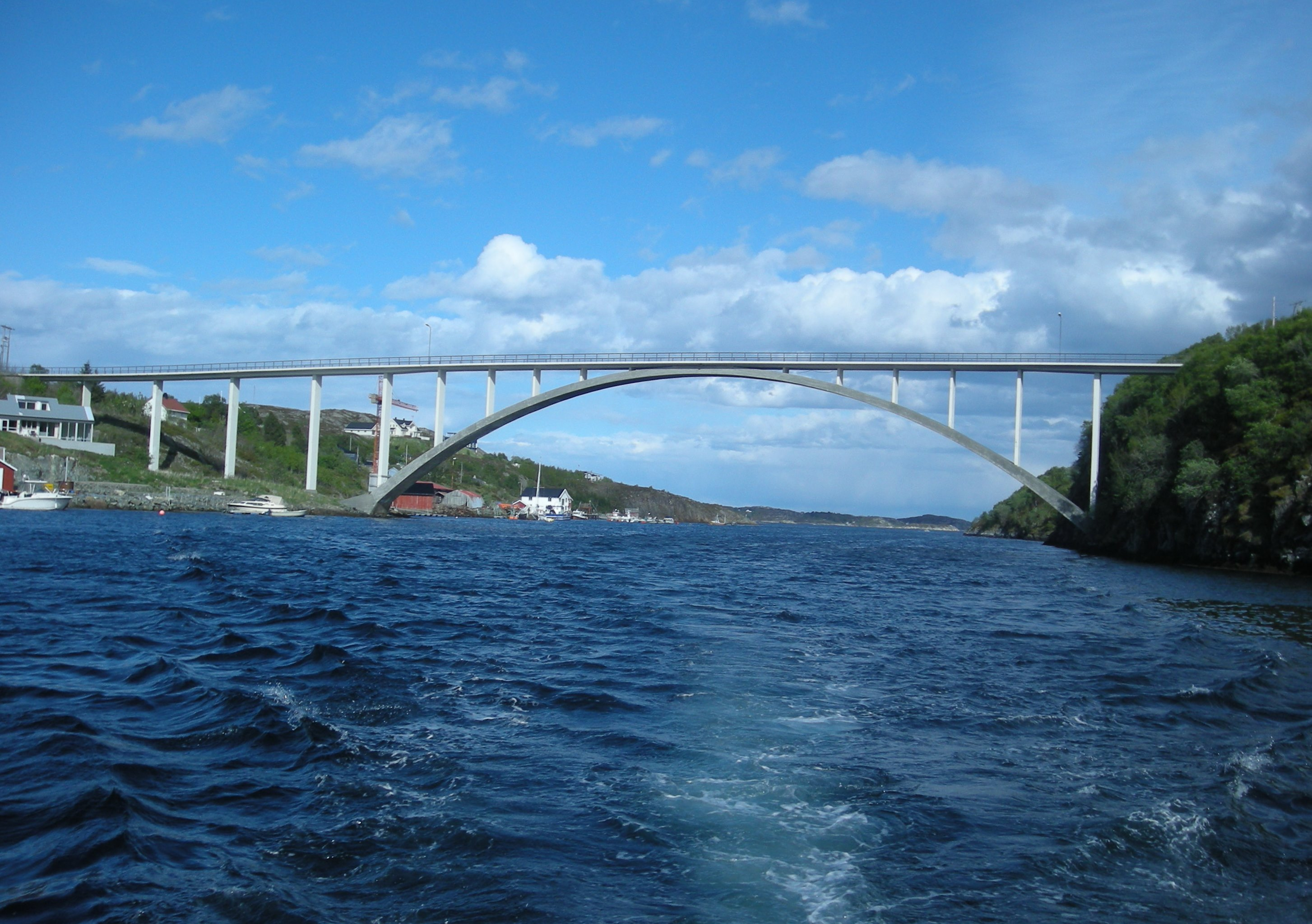
Pont de Knarrlagsund.
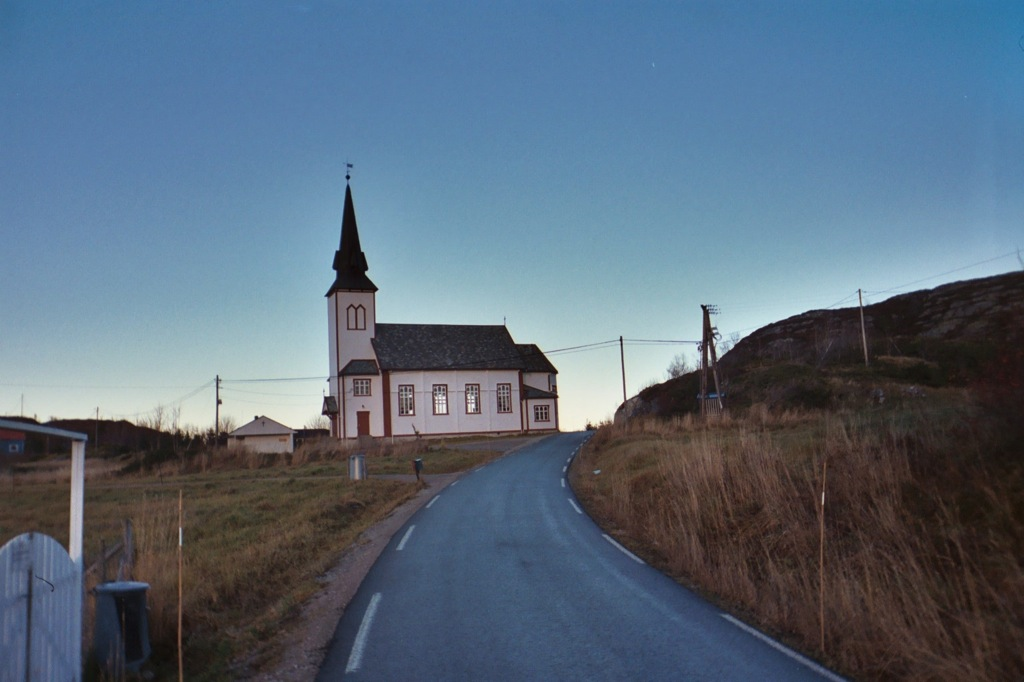
Chapelle de Norbotn.